# Orville Nix
Orville Orhel Nix (16 d'abril de 1911 - 17 de gener de 1972) va ser un testimoni de l'assassinat de John F. Kennedy a Dallas (Texas), el 22 de novembre de 1963. La pel·lícula que va gravar en aquell esdeveniment ha estat objecte de recerques exhaustives destinades a aclarir les circumstàncies de la mort del president.

## Circumstàncies i declaracions
Nix treballava com a tècnic d'equips d'aire condicionat per a l'Administració General de Serveis a l'antic edifici de Terminal Annex de l'extrem sud de la Plaza Dealey. El dia de l'atemptat va gravar amb la seva càmera de 8mm l'arribada i el pas de la comitiva presidencial; primer des de l'encreuament Sud-Oest de la Main amb Houston Street, després des del costat Sud de Main Street, a uns 15 metres del carrer Houston, i finalment des d'una altra posició uns 15 metres més enllà. El seu metratge es compon per tant de tres escenes: L'arribada de la limusina a la plaça, el moment de l'últim tret enfront del monticle d'herba, i el pànic i la confusió que es van produir després de l'atemptat.
La pel·lícula de Nix va aparèixer gràcies a un anunci que el FBI va publicar, sol·licitant als laboratoris de processament fotogràfic de Dallas que els proporcionessin qualsevol informació relacionada amb el dia de l'assassinat del president. Quan Nix va ser informat pel seu laboratori, va enviar la pel·lícula a l'oficina del FBI en Dallas, l'1 de desembre de 1963. La pel·lícula li va ser retornada tres dies després.
United Press International va comprar els drets de la pel·lícula per 5.000 dòlars el 6 de desembre de 1963. Amb la pel·lícula en propietat, la UPI va distribuir l'endemà grans ampliacions de les imatges de Nix entre els seus subscriptors. L'original va ser analitzat per la HSCA el 1978. Quan el contracte de drets va prescriure el 1992, la UPI va retornar totes les còpies realitzades a la família Nix. L'any 2000, la família va concedir els drets de copyright a la Fundació Històrica del comtat de Dallas, encara que la pel·lícula original havia desaparegut.
Nix va ser entrevistat el 1966 per l'investigador Mark Lane, qui aleshores realitzava el seu documental "Rush to Judgement". Nix li va dir a Lane que al moment de l'assassinat va pensar que els trets que van matar a Kennedy venien de darrere la tanca del promontori, encara que més endavant va quedar convençut que procedien del dipòsit de llibres de la Plaza Dealey. També va ser entrevistat al programa CBS News el 1967 en ocasió d'un documental sobre l'assassinat de Kennedy.